# 안동권씨도촌문중종택
안동권씨도촌문중종택(安東權氏道村門中宗宅)은 경상북도 안동시 와룡면 도촌1리에 있다. 2009년 1월 21일 안동시의 문화유산 제16호로 지정되었다.